# Mariapfarr
Mariapfarr é um município da Áustria, situado no distrito de Tamsweg, no estado de Salzburgo. Tem 47,35 km² de área e sua população em 2019 foi estimada em 2.396 habitantes.